# عوامر غربی، قنا
عوامر غربی (به عربی: العوامر الغربية)، روستایی از توابع شهرستان ابو تشت در استان قنا و کشور مصر است.

## جمعیت
براساس سرشماری سال ۲۰۰۶ مصر، جمعیت آن ۳۷۷۹ نفر(۱۶۶۰ مرد و و۲۱۱۹ زن) بوده‌است.